# Rafic Nahra
Dom Rafic Nahra (Ismaília, 27 de janeiro de 1959) é um bispo católico libanês, bispo-auxiliar do Patriarcado Latino de Jerusalém.

## Biografia
Rafic Nahra, filho de família libanesa que imigrou por causa de trabalho, cresceu no Líbano e foi para a França em 1979 para estudar engenharia, que concluiu em 1985 com o doutorado na École Nationale des Ponts et Chaussées. De 1985 a 1987 trabalhou como engenheiro na empresa de engenharia Géodia.
Em 1987 ingressou no seminário de Paris. De 1987 a 1994 fez o bacharelado em teologia na Pontifícia Universidade Gregoriana e mestrado em estudos bíblicos no Pontifício Instituto Bíblico de Roma. Foi ordenado diácono em 22 de setembro de 1991, pelo bispo auxiliar André Vingt-Trois, na igreja Saint-Antoine-des-Quinze-Vingts, e sacerdote em 27 de junho de 1992, pelo cardeal Jean-Marie Lustiger, na Catedral de Notre Dame de Paris.
Em 1994 foi líder espiritual na Maison Saint-Augustin e professor de exegese bíblica na École cathédrale de Paris, instituição educacional da diocese de Paris. Em 2001 tornou-se também vigário na paróquia de Saint François de Molitor em Paris. De 2004 a 2007, ele completou um mestrado em Pensamento Judaico na Universidade Hebraica de Jerusalém e serviu no cuidado pastoral do Vicariato de São Tiago para os cristãos de língua hebraica e a comunidade maronita em Jerusalém. De 2007 a 2011 foi professor no recém-inaugurado Collège des Bernardins em Paris e chefiou o departamento de pesquisa "Judaísmo e Cristianismo". De 2011 a 2016, na Universidade Hebraica de Jerusalém, cursou o doutorado em filosofia na literatura judaico-árabe com os professores Haggai Ben-Shammai e Robert Brody. Ao mesmo tempo, ele estava envolvido na comunidade católica de língua hebraica em Jerusalém, da qual se tornou pároco em 2014.
Em 2017 foi nomeado coordenador da pastoral para migrantes, requerentes de asilo e refugiados. De 21 de outubro de 2017 a 15 de agosto de 2021, Nahra foi vigário patriarcal dos católicos de língua hebraica em Jerusalém e de 2018 a 15 de agosto de 2021, vigário patriarcal dos migrantes e requerentes de asilo.
Em 2 de julho de 2021 foi nomeado Vigário Patriarcal para Israel do Patriarcado Latino de Jerusalém pelo Patriarca Pierbattista Pizzaballa OFM; sua residência oficial é em Nazaré.
O Papa Francisco o nomeou Bispo Titular de Verbe e Bispo Auxiliar de Jerusalém em 11 de março de 2022. O Patriarca latino de Jerusalém, Pierbattista Pizzaballa OFM, o consagrou em 30 de abril do mesmo ano na Basílica da Anunciação de Nazaré; os co-consagradores foram o bispo auxiliar do Patriarcado Latino de Jerusalém, William Shomali, e o bispo auxiliar de Paris, Thibault Verny. Seu lema Ex me fructus tuus invenitur ("Você encontrará frutos em mim") vem de Oseias 14.9.
Rafic Nahra fala árabe, hebraico, francês, inglês e italiano.